# Strangers, Lovers
Strangers, Lovers (tłum. z ang. "Nieznajomi, kochankowie") – debiutancki album indierockowego polskiego zespołu Terrific Sunday wydany 9 października 2015 przez Sony Music Entertainment Poland. Dzięki tej płycie grupa uzyskała nominację do Fryderyka 2016 w kategorii Fonograficzny Debiut Roku.

## Lista utworów
1. Another Slowly Leaves
2. Sold My Soul
3. Petty Fame
4. Wallpapers
5. Coda
6. Frenulum
7. Streets of Love
8. Days Go By
9. Get Lost
10. Bombs Away
11. In My Arms